# Левженский
Левженский — посёлок в Рузаевском районе Мордовии. Административный центр и единственный населенный пункт Приреченской сельского поселения.

## География
Расположен на речке Левже, в 17 км от районного центра и железнодорожной станции Рузаевка.

## История
Образован в 1945 г. как совхоз для обеспечения г. Саранска молочными продуктами, овощами, фруктами и ягодами; причислен к Николаевскому сельсовету. В 1966 г. был передан в Левженский сельсовет. В 1989 г. был образован Приреченский сельсовет с административным центром в Левженском.
В 1987 г. указом ПВС РСФСР посёлку Левженского совхоза присвоено наименование Левженский.

## Население
| 2002  | 2010  | 2012  | 2013  | 2014  | 2015  | 2016  |
| ----- | ----- | ----- | ----- | ----- | ----- | ----- |
| 1261  | ↘1164 | ↘1157 | ↘1121 | →1121 | ↗1131 | ↘1122 |
| 2017  | 2018  | 2019  | 2020  | 2021  |       |       |
| ↘1119 | ↘1101 | ↘1077 | ↘1064 | ↗1225 |       |       |

## Инфраструктура
В современном Левженском — молочно-перерабатывающее предприятие ЗАО «ЛеХиКон», созданный на базе совхоза им. В. И. Ленина, «Рузхиммаша» и консервного завода; ТОО «Агрофирма „Лето“» (с 2000 г. — ГУП «Левженское»); основная и музыкальная школы, библиотека, Дом культуры, ясли, фельдшерско-акушерский пункт, медпункт; памятники воинам, погибшим в Великой Отечественной войне, и В. И. Ленину. Левженский — родина учёного В. И. Ерофеева.